# Шелдон Планктон: Фильм
«Ше́лдон Планкто́н: Фильм» (англ. Plankton: The Movie) — американский анимационный музыкальный комедийный фильм, основанный на мультсериале «Губка Боб Квадратные Штаны», созданном Стивеном Хилленбергом. Режиссёром мультфильма выступил Дэйв Нидхэм, сценарий написали Каз, Крис Вискарди и Мистер Лоуренс, последний также стал автором сюжета. Помимо Лоуренса, озвучившего Планктона, к своим ролям вернулись все актёры из мультсериала. По сюжету Планктон противостоит своей компьютерной жене Карен, решившей самостоятельно прийти к мировому господству. Это второй после ленты «Спасти Бикини-Боттом: Фильм Сэнди Чикс» (2024) спин-офф о персонажах «Губки Боба», созданный для стримингового сервиса Netflix.
Изначально Лоуренс задумывал проект как получасовой спецэпизод мультсериала, но по итогу Nickelodeon решила делать полнометражный мультфильм. В марте 2020 года компания ViacomCBS объявила о разработке спин-оффов «Губки Боба» для интернет-телевидения. В июне 2024 года состоялся анонс проекта о Планктоне. Мауйя Бриджман-Купер написала музыку к мультфильму, а Брет Маккензи, Линда Перри, Марк Мазерсбо и Боб Мазерсбо — песни.
«Шелдон Планктон: Фильм» вышел на Netflix 7 марта 2025 года. Мультфильм получил положительные отзывы от критиков, а в первый уикенд занял первое место по количеству просмотров среди англоязычных фильмов сервиса.

## Сюжет
Планктон в очередной раз безуспешно пытается украсть секретный рецепт крабсбургера. По возвращении в свой ресторан «Помойное ведро» он с удивлением обнаруживает, что его компьютерной жене Карен удалось превратить ресторан в успешное мексиканское заведение с большим количеством посетителей. Разочарованный тем, что её решения не соответствуют его понятию зла, Планктон сжигает ресторан дотла. Карен, недовольная тем, что Планктон не прислушивается к её идеям, извлекает из своей микросхемы чип эмпатии, превращается в большого робота и намагничивает «Помойное ведро», чтобы построить гигантскую плавучую крепость из зданий Бикини Боттом и захватить мир без мужа.
Встревоженный этим Планктон объединяется с Губкой Бобом, который прибегает к гипнозу, чтобы помочь Планктону понять его отношения с Карен. Так становится известно, что Планктон создал Карен ещё в детстве и что изначально она была калькулятором, подсоединённым к картошке, а уже в колледже Бикини Боттом она получила своё нынешнее тело. Там же они создали замораживающий луч, с помощью которого намеревались завоевать мир, но первая же попытка обернулась фиаско. Тогда же Планктон услышал, как мистер Крабс в шутку сказал, что секретный рецепт крабсбургера — это то, что поможет ему захватить весь мир. С этого момента целью жизни Планктона стала кража рецепта.
В колледже Планктон с Губкой Бобом находят оригинальные детали Карен. Из них Планктон создаёт нового робота для противостояния оригинальной Карен, но та лишь присоединяет его к своему телу. Губка Боб, разочарованный неспособностью Планктона нести ответственность за свои действия, приводит его к Сэнди, Перл и миссис Пафф, которые засовывают чип эмпатии Карен Планктону в мозг. У него происходит прозрение, и они впятером проникают на корабль Карен.
Карен разделяется с тремя своими частями, отправляя их сражаться с Сэнди, Перл и миссис Пафф, а Планктон отправляется к ней, чтобы извиниться. Губка Боб и Патрик оказываются в моторном отсеке, где выясняется, что весь корабль работает на картошке. Чтобы остановить корабль, им приходится приготовить все запасы картошки. Карен пытается отмазаться от Планктона, отдав ему рецепт крабсбургера, но Планктон признаётся жене, что его настоящим секретным рецептом была она, после чего они вместе предпринимают попытку захватить мир. Однако из-за того, что Патрик съел всю картошку, машина разваливается и все здания Бикини Боттом возвращаются на свои места.

## Роли озвучивали
- Мистер Лоуренс — Планктон[2]
- Джилл Тэлли — Карен[2]
- Том Кенни — Губка Боб Квадратные Штаны / Гэри / диктор с французским акцентом[2]
- Билл Фагербакки — Патрик Стар[2]
- Роджер Бампасс — Сквидвард Тентаклс[2]
- Кэролин Лоуренс — Сэнди Чикс[2]
- Клэнси Браун — мистер Крабс / Папа Планктон[2]
- Мэри Джо Кэтлетт — миссис Пафф[2]
- Лори Алан — Перл Крабс[2]
- Ди Брэдли Бейкер — Перч Перкинс[2]
- Кейт Хиггинс — Мама Планктон[2]

## Производство

### Концепция и разработка
За четыре—пять лет до премьеры мультфильма Мистер Лоуренс, ещё с первого сезона озвучивавший Планктона в мультсериале «Губка Боб Квадратные Штаны», продвигал идею получасового специального эпизода под названием «Карен берёт верх» (англ. Karen Takes Over). В то же время компания Nickelodeon ждала, когда создатели «Губки Боба» предложат идеи для сосредоточенных на второстепенных персонажах фильмов-спин-оффов. Они запустили в производство идею Лоуренса, поняв, что она идеально подойдёт для формата полнометражного мультфильма. «Шелдон Планктон: Фильм» создавался параллельно с четвёртым фильмом основной серии — «Губка Боб: В поисках квадратных штанов». Лоуренс оказал значительное влияние на производство проекта. Исполнительный продюсер Винсент Уоллер назвал его «фильмом Дага [Лоуренса]» как актёра и сценариста одновременно, имевшего «прекрасную возможность исследовать обе стороны того, что он может предложить мультсериалу».
«Шелдон Планктон: Фильм» посвящён теме взаимоотношений Планктона и Карен. Режиссёру Дэйву Нидхэму было интересно работать над проектом, поскольку он считал его более мрачным и странным, чем обычные эпизоды «Губки Боба». Когда Нидхэм ещё работал над мультфильмом «Мой шумный дом: Фильм» (2021), Nickelodeon обратилась к нему с предложением снять один из их будущих проектов, и постановщику сразу приглянулся «Шелдон Планктон: Фильм». По его словам, фильм «находится на грани того, что можно ожидать от фильма про Губку Боба». «Естественно, Карен становится главным злодеем, и забавно наблюдать за тем, как Планктон проходит через все стадии боли, мести и принятия, чтобы в конце стать как бы героем», — добавил он.
В марте 2020 года в сети появилась информация о том, что ViacomCBS создаст два спин-оффа «Губки Боба» для стримингового сервиса Netflix. На слёте инвесторов в феврале 2022 года президент Nickelodeon Брайан Роббинс объявил о разработке трёх фильмов о персонажах мультсериала, которые будут выходить эксклюзивно на сервисе Paramount+, начиная с 2023 года. Тем не менее в апреле 2023 года стало известно, что первый проект под названием «Спасти Бикини-Боттом: Фильм Сэнди Чикс» выйдет на Netflix в 2024 году. В июне 2024 года было объявлено о производстве второго проекта по «Губке Бобу» для Netflix, получившего название «Шелдон Планктон: Фильм», главным героем которого станет Планктон. К своим ролям вернулись Мистер Лоуренс, Джилл Тэлли, Том Кенни, Билл Фагербакки, Кэролин Лоуренс, Клэнси Браун и Роджер Бампасс. Дэйв Нидхэм стал режиссёром, а Мистер Лоуренс, Каз и Крис Вискарди — сценаристами.

### Анимация
За анимацию «Шелдона Планктона: Фильм» отвечали студии ReDefine Animation, Mikros Animation и Yukfoo Animation, а также французский художник Mcbess. В мультфильме совмещены компьютерная анимация, четыре стиля 2D-анимации и живые съёмки. Двухмерные сцены в разных стилях в основном представляют собой флешбэки из разных периодов жизни Планктона. Чем дальше по хронологии расположен флешбэк, тем старее стиль, в котором он нарисован. Так, детские годы Планктона созданы с помощью анимации «резинового шланга», а его юность изображена «в стиле 50-х или 70-х годов». «Может, это и клишированно, но скучать вам точно не придётся! Если что-то не понравится, просто дайте шанс — стиль поменяется, а вы увидите нечто совершенно иное. У нас есть даже захватывающие боевые сцены с участием гигантских роботов», — сказал исполнительный продюсер Марк Чеккарелли.

## Музыкальное сопровождение
Композитором мультфильма выступила Мауйя Бриджман-Купер, а супервайзерами музыки — Карин Рахтман и Отис Рахтман. Кроме того, в проекте присутствуют оригинальные песни, написанные Бретом Маккензи, Линдой Перри, Марком Мазерсбо и Бобом Мазерсбо. По словам Уоллера, в процессе производства мультфильм «внезапно» стал мюзиклом. Он отметил, что в своё время Стивен Хилленберг, создатель мультсериала, хотел, чтобы различные группы написали для него музыку, и посчитал, что своим разнообразием «Шелдон Планктон: Фильм» отдаёт ему дань уважения. Чеккарелли назвал работу с Маккензи, Перри и Марком и Бобом Мазерсбо сбывшейся мечтой. Жанр мюзикла позволил Лоуренсу и Тэлли поэкспериментировать с озвучкой Планктона и Карен. «Я очень долго играла этого персонажа, но ведь Карен — это не просто компьютер на колёсах. Она выше этого, и было бы интересно что-то поменять в ней», — сказала Тэлли об озвучивании своего персонажа. Лейбл Lakeshore Records выпустил саундтрек к мультфильму в день его премьеры, 7 марта 2025 года.
| №   | Название                            | Исполнитель (-и)                   | Длительность |
| --- | ----------------------------------- | ---------------------------------- | ------------ |
| 1.  | «Welcome to Bikini Bottom»          | Губка Боб Квадратные Штаны         | 1:18         |
| 2.  | «I’m Plankton»                      | Планктон и Карен                   | 1:50         |
| 3.  | «Going Up»                          | Мауйя Бриджман-Купер               | 1:19         |
| 4.  | «Say My Name, Karen»                | Карен и Губка Боб Квадратные Штаны | 2:20         |
| 5.  | «I Made a New Friend»               | Планктон                           | 2:07         |
| 6.  | «Bad Trip»                          | Бриджман-Купер                     | 1:50         |
| 7.  | «I’m a Jerky Jerk»                  | Планктон                           | 1:59         |
| 8.  | «You and Me»                        | Принцесса Челси и Джонатан Бри     | 2:40         |
| 9.  | «Taking Over»                       | Boots                              | 2:19         |
| 10. | «You Do Care»                       | Бриджман-Купер                     | 2:06         |
| 11. | «80’s Baby»                         | Бриджман-Купер                     | 1:18         |
| 12. | «Hydra»                             | Бриджман-Купер                     | 1:41         |
| 13. | «Gal Pals»                          | Бриджман-Купер                     | 1:52         |
| 14. | «Shaggy»                            | Бриджман-Купер                     | 1:18         |
| 15. | «Welcome Back to Bikini Bottom»     | Губка Боб Квадратные Штаны         | 2:08         |
| 16. | «Say My Name, Karen (Demo Version)» | Брет Маккензи и Линда Перри        | 2:07         |

## Премьера и восприятие

### Просмотры и кассовые сборы
Как и в случае со «Спасти Бикини-Боттом: Фильм Сэнди Чикс», мультфильм утёк в сеть ещё до официальной премьеры, в августе 2024 года. «Шелдон Планктон: Фильм» стал доступен для просмотра на Netflix 7 марта 2025 года. В первый уик-энд проект собрал 14,3 млн просмотров, возглавив чарт самых просматриваемых англоязычных фильмов на сервисе. В третью неделю его посмотрело ещё 5,5 млн зрителей, и мультфильм сместился на шестое место. В Китае картина вышла в кинопрокат 8 марта 2025 года (дистрибьютор — China Film Group Corporation). Там она в общей сложности собрала $ 1,2 млн, из которых $ 700 000 пришлось на дебютный уик-энд.

### Отзывы критиков
На сайте-агрегаторе Rotten Tomatoes мультфильм получил рейтинг одобрения 71 % на основе 14 обзоров со средней оценкой 5,9 из 10. На Metacritic средневзвешенная оценка мультфильма составляет 61 балл из 100 на основе 5 рецензий, что соответствует критерию «в основном положительные отзывы».
Джесси Хассенджер из The Guardian дал мультфильму 3 звезды из 5, похвалив сцены в 2D-формате, флешбэки и музыкальные номера. Тем не менее он отметил, что рисовка в полнометражных мультфильмах о Губке Бобе обычно хуже, чем в мультсериале, и что проект ощущается как склейка нескольких эпизодов, а не как полноценный фильм. Журналистка The Irish Times Тара Брэди поставила ленте 3,5 звезды из 5. Хотя она сочла, что в мультфильме недостаточно компьютерной анимации, ей понравились музыкальные номера и тот факт, что акцент сделан на уже существующих персонажах, а не на приглашённых звёздах. «Кто бы мог подумать, что из ссоры супругов получится комедия для всех возрастов? Теперь выпускайте „Сквидвард: Фильм“», — написала она в заключении. Фердоса Абди из Screen Rant писала, что, хотя ей нравится дуэт Губки Боба и Планктона, первого всё же многовато на экране для сольного мультфильма о Планктоне. При этом она положительно отзывалась о смешении различных жанров и стилей анимации, озвучке, сценарии и музыкальных номерах. Обозреватель Collider Эйдан Келли похвалил актёров озвучки (включая тех, что озвучили второстепенных персонажей) и назвал картину «одним из лучших проектов по „Губке Бобу Квадратным Штанам“ за последние годы». Журналист The Arizona Republic Билл Гудикунц дал мультфильму 2 звезды из 5. Он положительно оценил музыкальные номера, но остался разочарован затянутым хронометражем, отсутствием большинства актёров второго плана из мультсериала и сценарием.